# Wheatland (Indiana)
Pour les articles homonymes, voir Wheatland.
Wheatland est une municipalité américaine située dans le comté de Knox en Indiana.
Lors du recensement de 2010, sa population est de 480 habitants. La municipalité s'étend sur 0,41 mille carré (1,06 km2).
Wheatland est fondée en décembre 1858,,. Le bureau de poste local — appelé Berryville depuis 1830 et géré par la famille Berry — adopte alors le même nom. Wheatland est nommée en référence à ses champs de blé (en anglais : wheat),. Elle devient le centre agricole de cette région minière.